# Cheilosia parva
Cheilosia parva är en tvåvingeart som beskrevs av Kassebeer 1998. Cheilosia parva ingår i släktet örtblomflugor, och familjen blomflugor. Inga underarter finns listade i Catalogue of Life.